# Centro de Curling Cubo de Gelo
O Centro de Curling Cubo de Gelo (Керлинговый Центр Ледяной куб (em russo)) é uma arena multiuso localizada em Sochi, Krai de Krasnodar, Rússia. Inaugurado em 2012 a arena possui uma capacidade para 3.000.
O Centro Cubo de Gelo será sede de todos as partidas de curling nos Jogos Olímpicos de Inverno de 2014 e também de todas as partidas da versão em cadeira de rodas do mesmo esporte nos Jogos Paralímpicos de Inverno de 2014. Custou  US$ 14,0 milhões para a construção do local, incluindo os trabalhos temporários para os Jogos Olímpicos e Paralímpicos. Depois dos jogos de 2014 ele continuará a ser uma arena de esportes em menor escala..